# I.Ae. 41 Urubú
El I.Ae.41 Urubú es un planeador ala volante sin cola, biplaza lado a lado, construido por la Fábrica Militar de Aviones (FMA) de Argentina a partir de 1951.

## Historia
En 1951 distintos Aeroclubes solicitan a la Secretaría de Aeronáutica la construcción de un planeador lado a lado para uso deportivo, por lo que la misma ordena al Instituto Aerotécnico (I.Ae.) el desarrollo del mismo.
El diseño fue encargado al Profesor Reimar Horten, pionero en la configuración de aviones ala volante sin cola. El Profesor elevó al Instituto su Proyecto HO-XV C, al que le fue asignado el código I.Ae.41, y siendo bautizado "Urubú". Se construyeron unos 5 ejemplares en la FMA, y sus primeros vuelos de prueba comenzaron en 1953. Un ejemplar se conserva en el Museo Nacional de Aeronáutica de Argentina.

## Características
Se trataba de una aeronave construida en madera de líneas generales similares al I.Ae. 34 Clen Antú de 1949 fabricado por el Instituto Aerotécnico de Argentina, pero con una cómoda cabina biplaza lado a lado. Aprovechaba las lecciones aprendidas de la construcción de estos últimos. Por ello su aerodinámica estaba refinada, presentando mejores comportamientos bajo condiciones de turbulencia. Además, se había agregado una suspensión eficiente en su tren de aterrizaje para sus ruedas tándem.

## Logros Deportivos
Por iniciativa de la Dirección de Fomento de la Aviación Civil, se emprendió el cruce de la Cordillera de los Andes en septiembre de 1956. Para este cometido se seleccionaron al I.Ae.41 Urubú y a un planeador Sky, remolcados para el despegue por aviones Morane-Saulnier y Stearman. Los pilotos Hans Scheidhauer (en el Urubú) y Claudio Dori (acompañando en el planeador Sky) cruzaron la tormentosa, elevada y extensa  cordillera de los Andes desde San Carlos de Bariloche (Argentina) hasta Ensenada  (Chile). Recorrieron en vuelo los cerros Otto, Catedral, el brazo Tristeza, Puerto Blest, el cerro Tronador, laguna Fría, el volcán Lanín y los cerros El Puntiagudo y Osorno, llegando a su destino chileno en tan solo unas 3 horas.